# Bò Wellington

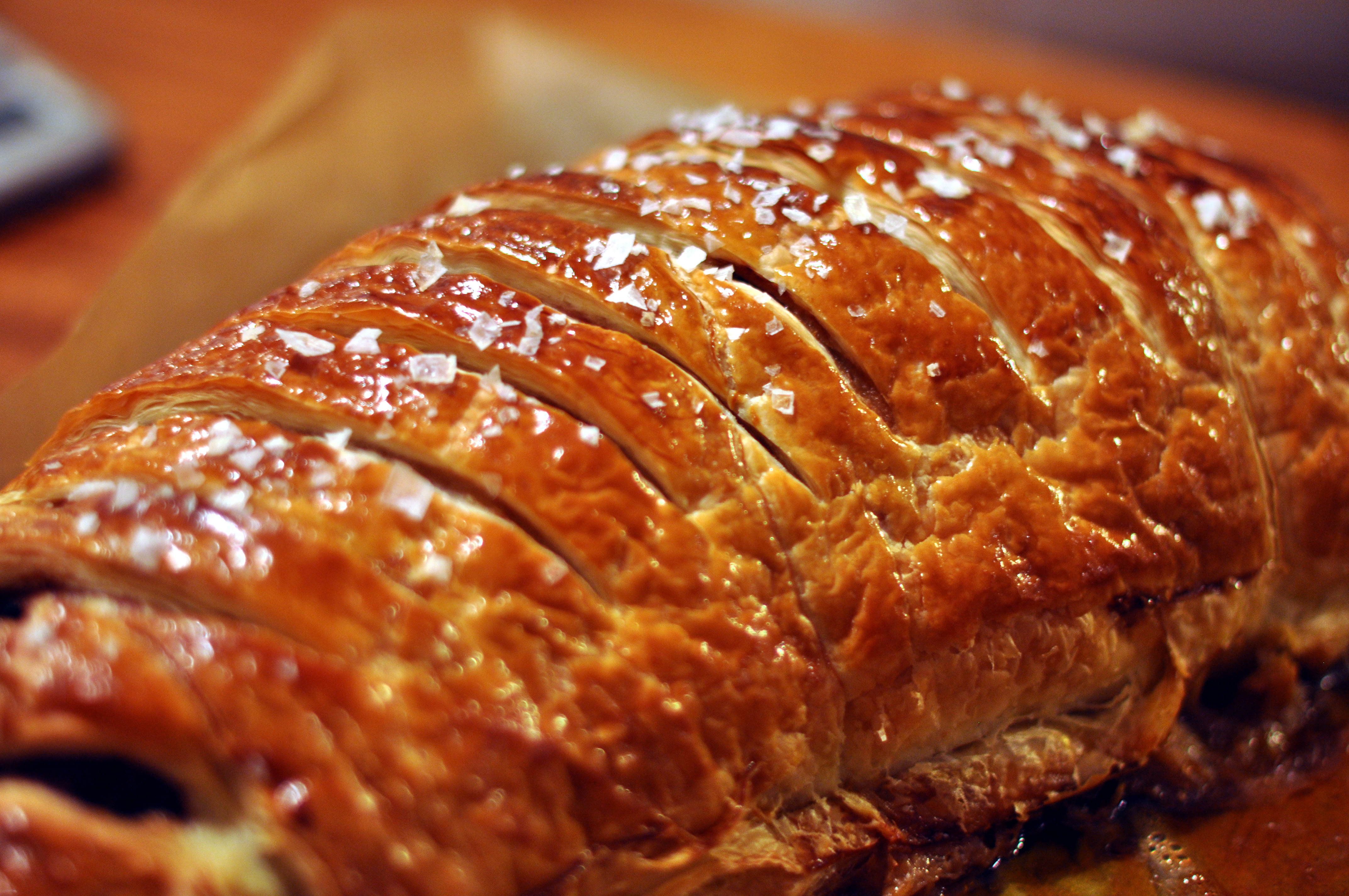
Bò Wellington

Bò Wellington là một món thịt bò với ba lớp gồm vỏ bột mỳ, hỗn hợp pate và thịt bò thăn theo truyền thống. Nó là món ăn truyền thống gồm ba thành phần chính là lớp bột bên ngoài (pastry) làm vỏ mà ngày nay thường sử dụng bột ngàn lớp, Duxelles là hỗn hợp thịt băm với cùng các loại hương liệu hoặc Foie Gras (gan ngỗng béo) với nhân trong cùng là thịt bò thăn. Món ăn sẽ dùng kèm với một hoặc hai loại nước sốt, phổ biến nhất là Bearnaise, Colbert, Madeira, Perigourdine hoặc Chateaubriand.

## Tổng quan

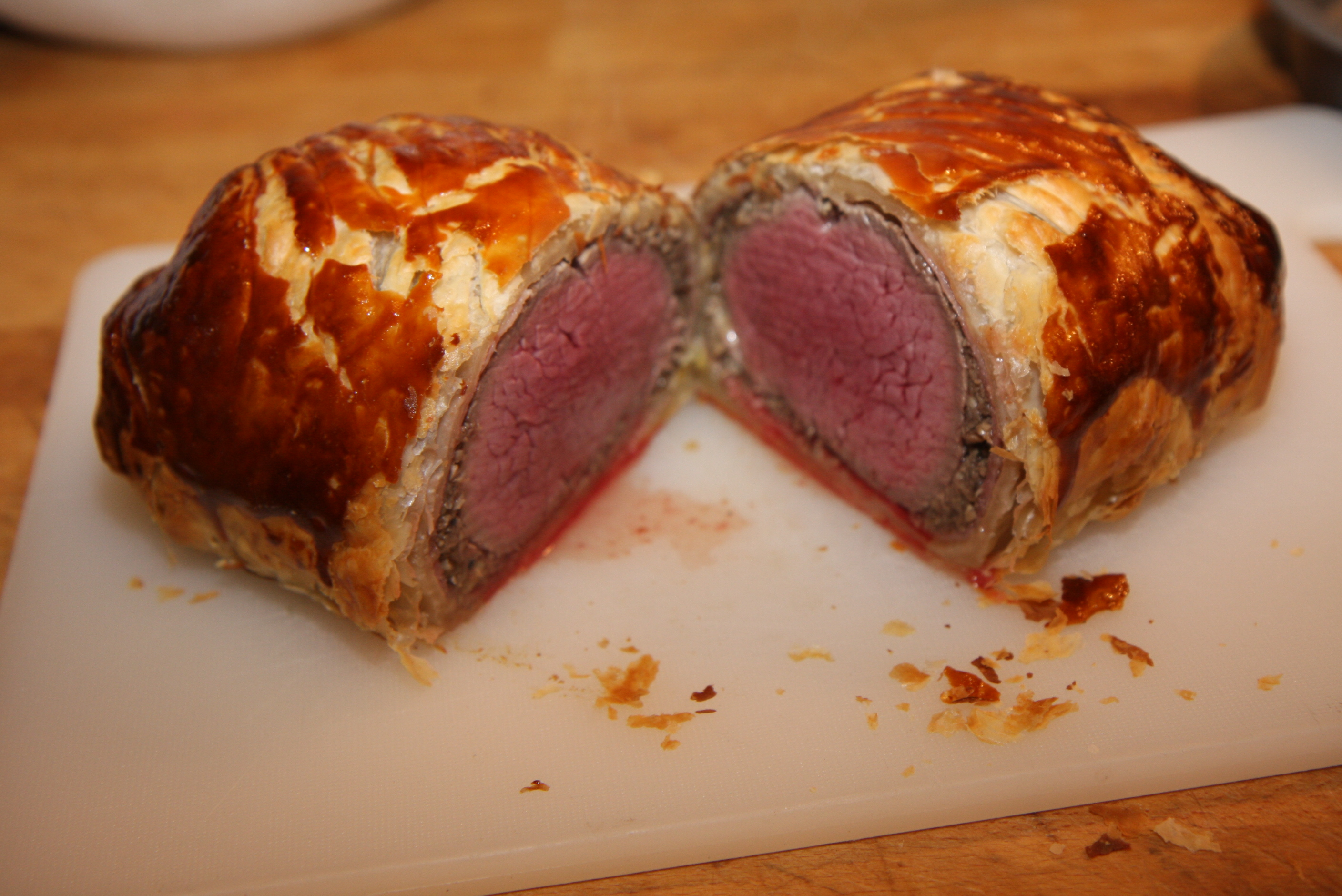
Hai miếng thịt bò thành phẩm

Bò Wellington được đặt theo tên của Arthur Wellesley, còn gọi là Công tước Wellington. Ông có một niềm đam mê bất tận với thịt bò, nấm, rượu vang Madeira và pate. Đầu bếp người Anh của ông được yêu cầu chuẩn bị món ăn này trong tất cả các buổi tiệc của gia đình. Từ đó, tên gọi bò Wellington ra đời để vinh danh và tưởng nhớ tới ông này. Đây cũng là món ăn ưa thích của tổng thống Mỹ Richard Nixon. Đây cũng là món ăn làm nên tên tuổi của siêu đầu bếp Gordon Ramsay. Chính vì thế, món ăn mang đậm nét công phu và sự tỉ mỉ trong từng chi tiết, nhằm đem đến cho thực khách hương vị hoàn hảo nhất.
Khi món đặc trưng (signature dish) của Gordon Ramsay cũng mang tính chất công phu, yêu cầu sự tỉ mỉ từng li từng tí trong quy trình chế biến và đòi hỏi hương vị hoàn hảo nhất. Bò Wellington được xếp vào tốp những món ăn có cách chế biến cầu kỳ nhất thế giới. Với hương vị tinh tế và hình thức bắt mắt, bò Wellington là món ăn thường xuyên được lựa chọn trong các bữa tiệc tại châu Âu và được mệnh danh là “Vua” của bàn tiệc tại các nước châu Âu. Bò Wellington thường được lựa chọn nhiều nhất trong dịp Giáng sinh và Valentine. 

## Nguyên liệu
Đầu tiên là phần thịt bò. Trong tất cả các phần thịt được sử dụng trong ẩm thực thì thăn bò là một trong những nguyên liệu luôn được đánh giá cao, vì đó gần như là sự pha trộn của phần thịt nội cùng độ dai nhẹ của cơ bắp và thành phần chất béo xen kẽ, những đầu bếp trứ danh thường ví von thăn bò chính là phần đá cẩm thạch đầy màu sắc vì hương vị thơm ngon đặc trung, độ mềm ẩm cân đối của thịt khi chế biến. Thịt bò phải là loại ngon nhất ướp với hạt tiêu và muối, sau đó áp chảo thật nhanh với dầu olive. 

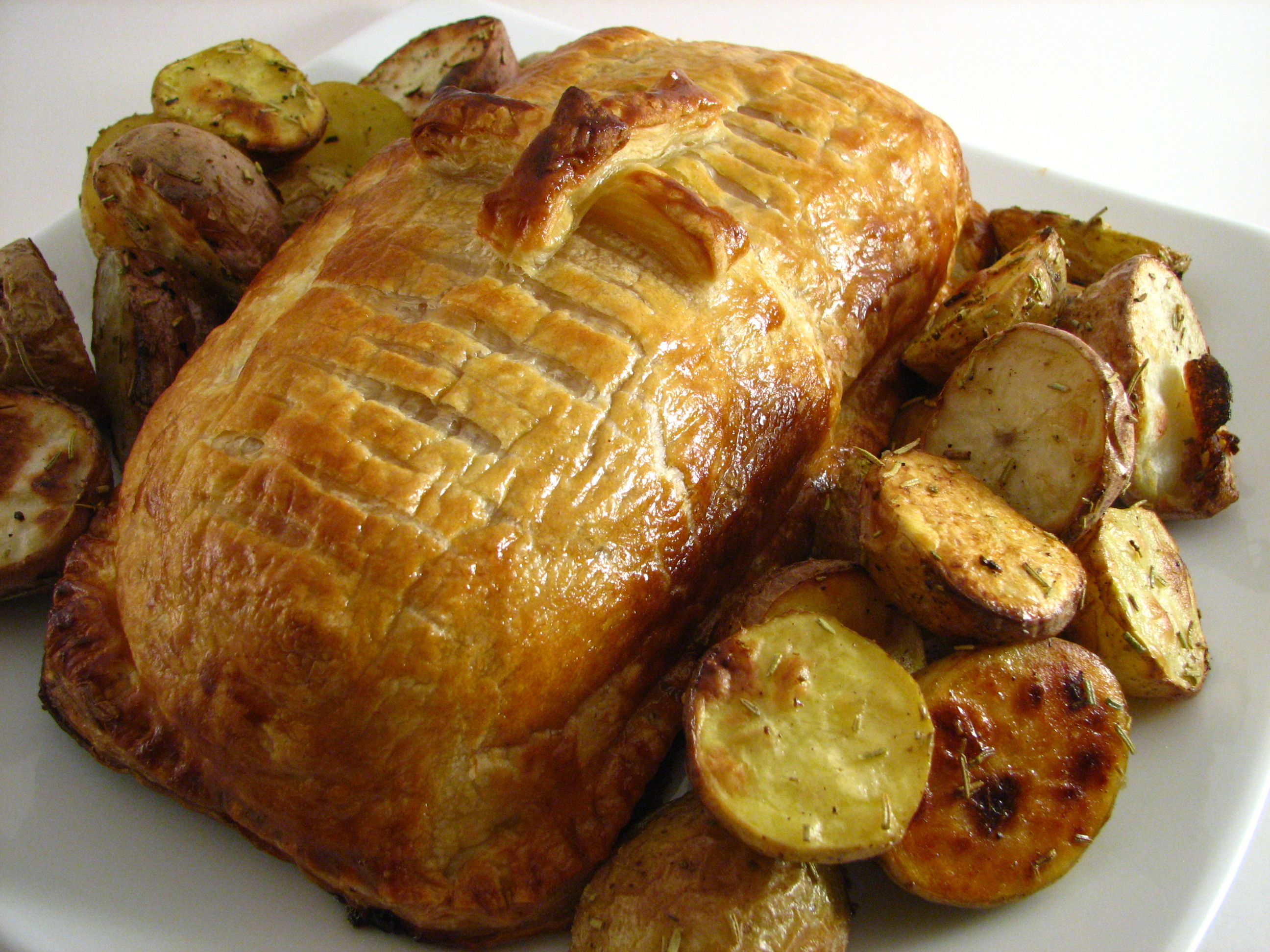
Nấm thượng hạng

Nấm được xào sơ và cuộn tròn kèm với phần thịt bò. Nấm là một chế phẩm phổ biến lâu đời nhất trong các sách dạy nấu ăn, nằm trong hầu hết các công thức nấu ăn ban đầu của Pháp từ những năm đầu thế kỷ 17 cho đến thời điểm hiện nay. Riêng món bò Wellington, nấm được thái nhỏ nấu chín trong bơ với hẹ với một khối lượng tương thích vừa đủ để có thể phủ kín phần thịt bò mà vẫn giữ trọn hượng và không gây cảm giác nhàm chán. Có thể kể đến ba loại nấm thường hay được sử dụng chính là nấm nút, nấm hương, và portobello. Nếu muốn nâng tầm hương vị và bắt mắt thì có thể kết hợp thêm những con hàu, tôm hùm.
Rượu Cognac được xem là nét điểm nhất cho hương vị của món bò Wellington lừng danh vì hương vị nồng nàn quyến rũ dù kết hợp với bất kỳ nguyên vật liệu nào, nhất là thịt thăn bò mềm ẩm đậm vị. Ngoài ra chúng ta có thể sử dụng cả Armagnac, rượu Táo, Bourbon, Scotch, thậm chí là Rhum. Hương vị nồng nàn của rượu được trung hòa với một số loại sốt kem béo như whipping cream, hoặc một số người thích hương vị thuần châu Á có thể thêm một chút nước sốt đậu nành, nước tương. Với mức độ cao của axit glutamic - một umami tự nhiên, nó làm cho vị giác được kích thích ngon miệng hơn, đặc biệt là làm cho phần nấm thấm đậm vị và giữ được phần nước ngọt nhất định.

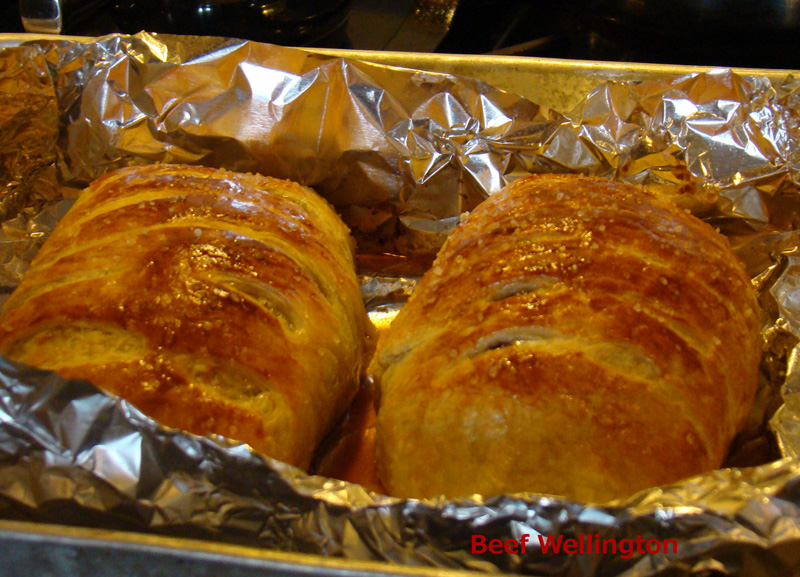
Bánh ăn kèm với món bò

Bột bánh phồng chính là lựa chọn hoàn hảo nhất cho công thức này, được biết đến như loại bột vỏ bánh dai có thể chịu đựng được trong điều kiện nhiệt độ thấp và vẫn giữ trọn vẹn tính chất và hương vị. Bí quyết để có lớp vỏ bánh tuyệt hảo mỏng, vàng và giòn tan chính là nhất định phải sử dụng loại bơ có chiết xuất từ động vật với chất lượng cao nhất, màu sắc tươi sáng và có mùi thơm hấp dẫn, từ những nguyên lý cơ bản đó, lớp bánh pastry bao bọc ngoài phần thịt bò sẽ tạo nên hình thức bắt mắt của món ăn với màu vàng nâu sáng bóng như hổ phách.

## Chế biến
Món ăn đòi hỏi sự tinh tế của cả người chế biến lẫn người thưởng thức, Wellington đặc sắc ở chỗ nó không chỉ được nấu rất hoàn hảo, ăn kèm sốt và rau củ theo công thức thường thấy mà phần thịt bò phải được lựa chọn kỹ lưỡng, bọc trong các lớp nấm được xào chín sơ vừa với vô vàn những gia vị đặc sắc ví như cuộn cùng pa-te thơm béo, hành tím, lá hương thảo và tỏi trong lớp bột bánh nướng giòn quyến rũ, dù thịt bò cuộn trong lớp bánh nhưng vẫn có thể tùy chọn độ chín theo ý thích.
Cho hỗn hợp nấm và thịt, húng tây, muối, hạt tiêu trắng, hành, tỏi và hạt dẻ xay nhuyễn vào đảo trong 10 phút. Thêm rượu và tiếp tục đun cho tới khi hỗn hợp khô lại. Khuấy đều rồi để nguội. Tiếp đó, cán một lớp bột mỏng, rải đều hỗn hợp nấm và đặt thịt bò vào giữa, cuốn lại rồi cho vào lò nướng. Nhờ đó, bò Wellington có độ giòn tan của bột mì, thơm mềm của nhân nấm pate và vị ngọt ngào của thịt, tạo nên sự pha trộn hương vị tinh tế. Món ăn khi ra lò sẽ có màu vàng sáng bóng như hổ phách, hình thức bắt mắt nên luôn là lựa chọn hàng đầu cho các bữa tiệc sang trọng. 
Sau công đoạn tỉ mỉ tẩm ướp, phần thịt bò sẽ được bọc trọn bằng một lớp bột pastry ngàn lớp cán mỏng giòn tan và cuối cùng phủ trứng gà óng ánh ngoài cùng rồi đem đút lò ở mức nhiệt độ quy định hoàn hảo, đem lại trải nghiệm mới mẻ về sự phối hợp phong phú giữa các nguyên liệu với nhau. Món bò Wellington thật sự hội tụ đầy đủ các yếu tố như trong nguyên lý ẩm thực vì mang vẻ ngoài sắc nét với lớp vỏ bơ sáng bóng màu nâu lấp lánh với các tinh thể của muối biển được rắc xen kẽ. Khi cắt miếng bò thì bên trong để lộ sự phân tầng cân bằng của các thành phần tuyệt hảo nhất: mảnh vụn của bánh, nấm xào quyện cùng độ sốt thơm béo ngậy của kem, và cuối cùng là foie gras, tất cả tạo nên phần cốt lỗi đắt giá tôn lên hương vị ngon mềm của thăn bò.
Về phần bánh bao bọc phía ngoài thì đây gần như là một khâu khó khăn đòi hỏi kỹ thuật cao, cần phải có loại bột tạo vỏ siêu mỏng, kết cấu vững chắc nhằm bao bọc được hết các phần chất ẩm bên trong mà không gây ra biến dạng hoặc rò rỉ trong quá trình nướng ở nhiệt độ cao. Sau tất cả công đoạn đó, phần thịt bò sẽ được cuộn dọc theo mép dưới của bánh pastry, với nấm, rau củ, cùng tất cả những nguyên liệu còn lại. Bắt đầu bằng cách xếp ở hai bên, sau đó gấp vạt đầu trước xuống, sử dụng một con dao để cắt bỏ các nắp phía dưới.
Sau khi lặp đi lặp lại cả hai bên, các vị đầu bếp sẽ lật toàn bộ phần trên, lặp lại những bước đó một lần nữa, sau đó được đặt trong tủ lạnh cho lạnh như bước cuối cùng trước khi nướng. Chỉ cần phết một lớp trứng vàng mỏng óng ánh bên ngoài là phần thịt bò đã có thể được đem nướng ở nhiệt độ 425 °F với thời gian kéo dài từ 30 đến 40 phút để đạt được nhiệt độ bên trong là 110-120 °F. Phần thịt này thường được để nghỉ ngơi một chút sau khi ra khỏi lò để giúp nó giữ lại thành phần nước bên trong tốt hơn khi cắt ra nhằm đạt được những chuẩn mực của món ăn đầy tính tế này.
Có rất nhiều phiên bản thưởng thức món ăn này, và một trong những nét đặc trưng mang cái riêng rất tôi của vị đầu bếp trứ danh Gordon Ramsay chính là mang đến nhiều hơn những nguồn cảm hứng thưởng thức món ăn, ý tưởng với món bò Wellington chính là tăng thêm hương vị một cách đầy táo bạo đó là sử dụng Mustard (tạm dịch: mù tạt) như một phần nổi loạn trong cá tính nấu ăn của mình. Mù tạt mang đến một chiều hướng khác đối với hương vị của món ăn với vị chua, nhẹ nhàng, và nhiệt nóng bỏng như thu hút thực khách với vị ngon phong phú khó cưỡng của món bò Wellington. 